# 혼고 아이
혼고 아이(일본어: 本郷 愛, 1999년 10월 28일~)는 일본 AV여배우이다.
2021년 8월 발표한 「독자 300명이 선택한 FLASH 2021 섹시 여배우 랭킹」독자 투표 54위를 기록했다.